# オートザム・クレフ
クレフ（CLEF）とは、かつてマツダが製造・販売していた乗用車である。

## 概要
1992年5月発売。オートザム店の専売車としてクロノスのコンポーネントを使用した姉妹車である。キャッチコピーは「新世代スポーツサルーン」「お楽しみは、これからだ」。
駆動方式は前輪駆動とセンターデフ方式フルタイム四輪駆動があり、前輪駆動車には2.0Lもしくは2.5LのV6、四輪駆動車には2.0Lの直4のガソリンエンジンが組み合わせられる。ミッションは全車4速ATのみの設定。クロノスと同様に全幅が1750mmとなる3ナンバー車である。
オートザム店では上級車種としてランチアおよびアウトビアンキの車種がラインナップされていたが、オートザム店の大部分を占めていた中小規模の整備工場や中古車販売店（いわゆるサブディーラー）においては、軽自動車や小型車と並べて輸入車を販売することに無理があった。そのため国産の上級車種が必要という一部の販売店の要望に応える形で投入されたものである。
しかしながら、発売以降ほとんど売れず、販売台数は1992年2,129台、1993年1,979台、1994年1,153台という結果となった。
オートザム店のブランドイメージを考慮し、2代目キャロルのイメージを踏襲したファンシーなエクステリアデザインにせざるを得なかったところ、このサイズのセダンを求める層はほぼ30代以上の男性であったため、完全に需要を読み違えていたことも深刻な販売不振の一因であった。モデル末期には、上部にラジエーターグリルを持つフロントバンパーが特別装備された「リミテッドX」という特別仕様車をリリースしたが、オートザム店自身が若者向けのラインナップが中心だったことが災いして、販売増はおろか話題にすらならなかった。
1994年3月に生産を終了し、同年12月をもって販売を終了した。総生産台数は5,258台。
（補足）2016年4月にマツダオートザム店が事実上の全車種併売となった際、クロノス/クレフの型式上の末裔（G#系の系譜）となる3代目アテンザセダン→MAZDA6セダン（GJ系）の取り扱いが開始された。

## コマーシャル
- G-クレフ「山田かに蔵 -CANCER-」

## 車名の由来
- クレフとは英語で音部記号を意味する。